# Raión de Torópets
El raión de Torópets (ruso: Торо́пецкий райо́н) es un distrito administrativo y municipal (raión) ruso perteneciente a la óblast de Tver. Se ubica en el oeste de la óblast. Su capital es Torópets.
En 2021, el raión tenía una población de 16 879 habitantes.
El raión es limítrofe al oeste con la vecina óblast de Pskov, y al norte con la óblast de Nóvgorod.

## Subdivisiones
Comprende la ciudad de Torópets (la capital) y 304 núcleos de población rurales distribuidos en los siguientes ocho asentamientos rurales:
- Vasilevo (con capital en Novo-Tróitskoye)
- Ozérets
- Plóskosh
- Podgoródneye
- Pozhnia
- Ponizovye
- Rechane
- Skvortsovo